# Paul Vergès
Pour les articles homonymes, voir Vergès.
Pour les autres membres de la famille, voir Famille Vergès.
Paul Vergès, né le 5 mars 1925 à Ubon Ratchathani (Siam, actuelle Thaïlande) et mort le 12 novembre 2016 à Saint-Denis (La Réunion), est un homme politique français.
Fondateur du Parti communiste réunionnais (PCR), plusieurs fois élu local (conseiller général, maire du Port, président du conseil régional de La Réunion), il est député à trois reprises sous la Quatrième et la Cinquième République, député européen de 1979 à 1989 et de 2004 à 2007, et sénateur de 1996 à 2004 et de 2011 à sa mort, en 2016.

## Biographie

### Famille et jeunesse
Paul Vergès est le fils de Pham Thi Khang, institutrice vietnamienne, et du docteur Raymond Vergès, consul de France au Siam lors de sa naissance. 
Un des biographes de son frère Jacques Vergès, Bernard Violet, a révélé que son père aurait fait un faux en déclarant la naissance des deux frères le même jour alors qu’ils avaient en réalité un an d’écart, Jacques Vergès étant sans doute né le 20 avril 1924, non au Siam comme son frère mais au Laos ; Raymond Vergès aurait profité de sa position de consul pour réaliser un « vrai-faux » état civil, afin de cacher une relation adultère avec Pham Thi Khang, alors que sa première épouse Jeanne-Marie Daniel, avec qui il avait déjà deux enfants, était encore vivante (elle décède en 1923). L'intéressé a toujours entretenu le mystère sur sa réelle date de naissance,.
Après la mort de sa mère en 1928 et jusqu'au retour de son père à La Réunion en 1932, il est élevé par sa tante paternelle Marie Vergès avec son frère Jacques.
Il est scolarisé au lycée Louis-le-Grand lors du congé de son père à Paris (1937-1938), puis au lycée Leconte-de-Lisle de Saint-Denis, où Raymond Barre et Auguste Legros font partie de ses camarades. Il obtient son baccalauréat en 1942, et s'engage alors dans les Forces françaises libres avec son frère. Il intègre l'école d'officiers parachutistes de Ribbesford (Royaume-Uni) en 1943, et l'année suivante, il est parachuté sur le territoire français.

### Carrière politique

#### Au côté de son père
Rentré à La Réunion après la Libération, il s'engage contre le colonialisme au sein du Comité républicain d'action démocratique et sociale (CRADS), parti politique créé par son père, Raymond Vergès. Le 25 mai 1946, en pleine campagne législative, le maire MRP de Saint-Benoît, Alexis de Villeneuve, adversaire de son père, est blessé mortellement par balle, en plein milieu de la foule amassée pour l'entendre, à proximité de la cathédrale de Saint-Denis. Paul Vergès, désigné par des témoins comme étant l'auteur des coups de feu, est arrêté, et l'arme du crime retrouvée est au nom de son père (une rumeur accusera son frère Jacques du crime). Grâce notamment aux appuis de son père, le procès est déplacé en métropole, où Paul est jugé avec ses supposés complices. Aux assises de Lyon, en juillet 1947, il est condamné à cinq ans de prison avec sursis pour avoir « volontairement porté des coups et fait des blessures à Alexis de Villeneuve […] sans intention de donner la mort ». Sa condamnation est ensuite annulée par la loi d'amnistie du 6 août 1953,.
Devenu permanent de la section coloniale du Parti communiste français (PCF) à Paris, il épouse, en 1949, Laurence Deroin. De retour à La Réunion en 1954, il devient directeur du quotidien communiste Témoignages, fondé par son père.

#### Ascension

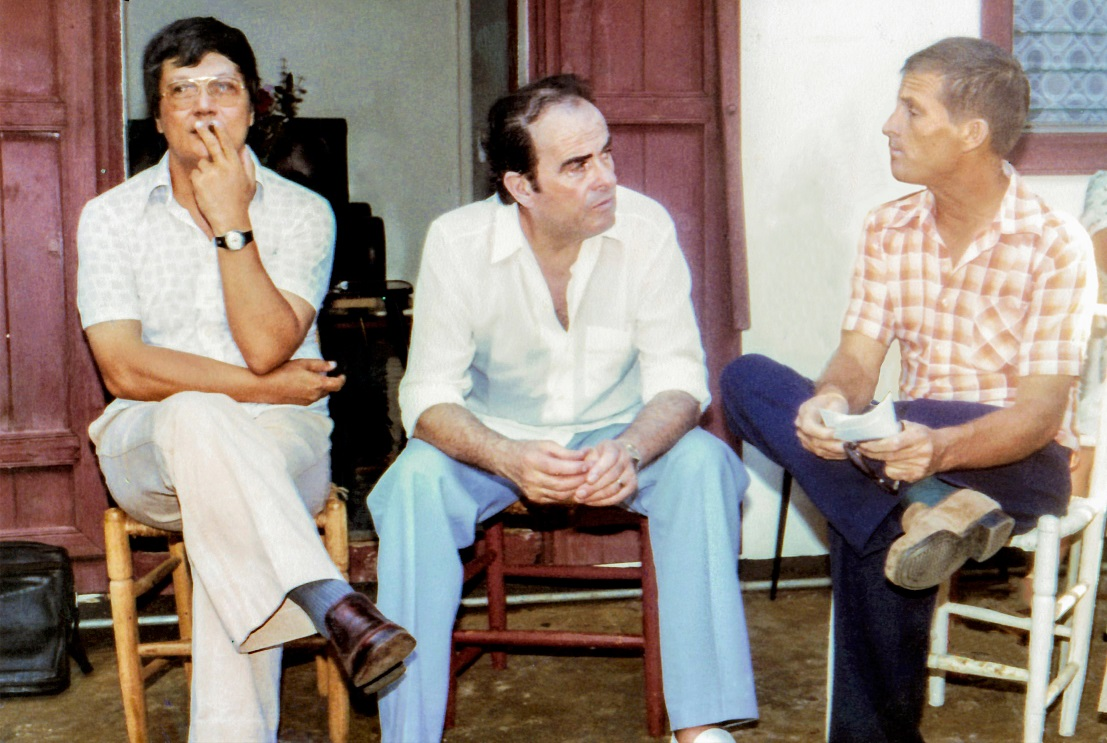
Paul Vergès, Georges Marchais et Angelo Lauret en avril 1979, discutant des agriculteurs réunionnais.

Après son action aux côtés des planteurs et ouvriers contre la fermeture de l'usine sucrière de Quartier Français, Paul Vergès est élu en avril 1955 conseiller général de La Réunion à Saint-Paul. Lors des élections législatives de 1956, il succède à son père, député de 1946 à 1955, à l'Assemblée nationale.
Il fonde le Parti communiste réunionnais en 1959 et reprend le journal Témoignages fondé par son père. Le 17 mars 1964, le leader du PCR entre en clandestinité. Sa cavale va durer vingt-huit mois, ridiculisant la police et le pouvoir. Il souhaitait ainsi protester contre une condamnation à trois mois de prison pour diffamation et contre des poursuites engagées par le gouvernement pour atteinte à l'intégrité du territoire, devant la Cour de sûreté de l'État. Les poursuites étaient basées sur une quarantaine d'articles de presse s'échelonnant sur plus de quatre ans, de mai 1959 à juillet 1963. Paul Vergès ne réapparaît que le 29 juillet 1966, après vingt-huit mois de cavale. Du fait d'une loi d'amnistie, il n'était plus inculpé à ce moment que d'« atteinte à l'intégrité du territoire ». Après s'être constitué prisonnier, il est transféré en métropole où il bénéficie d'une ordonnance de non-lieu de la part de la Cour de sûreté de l'État. Il devient maire du Port en 1971 et député européen en 1979. Il réussit tout ceci en étant interdit de radio et de télévision, comme son parti, jusqu'en 1981.

#### Conseil régional et Parlement
En 1983, il est élu au conseil régional de La Réunion avec son fils Laurent. Il démissionne de son mandat de député en 1987 pour manifester son désaccord sur la loi de parité sociale du 31 décembre 1986, laquelle priverait les Réunionnais de leur droit à l'égalité sociale. Réélu député (RL) en mars 1993, il laisse la direction du PCR à Élie Hoarau en 1993. Ce passage de relais ne marque pas la fin de sa carrière politique.
Paul Vergès est élu sénateur le 15 avril 1996. En septembre de la même année, il alerte l'opinion sur la nécessité de faire de l'étude des conséquences du réchauffement climatique une priorité nationale. Le 19 septembre 2001, il fait voter, à l'unanimité des deux assemblées parlementaires, une loi reconnaissant cette priorité. Il est réélu sénateur le 23 septembre 2001. Il est par ailleurs élu président du conseil régional de La Réunion en 1998 et réélu en avril 2004. 
En 2000, il fonde l'Agence régionale de l'énergie de La Réunion (ARER) et lui assigne les missions d'accompagnement et de développement du concept d'autonomie énergétique à 100 % d'énergies renouvelables à l'horizon 2025 de l'île de La Réunion, comme réponse au changement climatique, et de diffuser cette démarche aux autres îles de la planète.

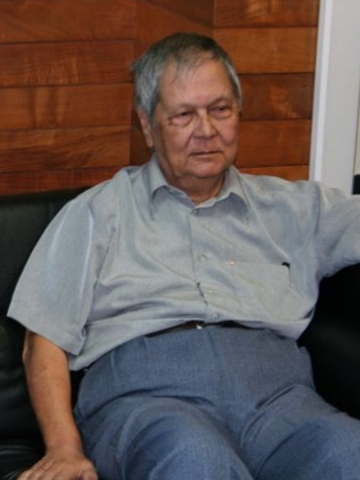
Paul Vergès en 2006.

En 2002, il est nommé président de l'Observatoire national sur les effets du réchauffement climatique en France métropolitaine et dans les départements et territoires d'outre-mer, l'ONERC. D'une façon générale, l'environnement devient une source de préoccupation importante de son action politique. Il soutient activement le développement des énergies renouvelables.
En juin 2004, il est élu député européen pour la circonscription Outre-Mer, qui comprend La Réunion, Saint-Pierre-et-Miquelon, la Guadeloupe, la Martinique, la Guyane, Mayotte, la Nouvelle-Calédonie, la Polynésie française et Wallis-et-Futuna et compte trois sièges sur 732 au total. En 2005, il est remplacé par Gélita Hoarau au Sénat pour ne pas demeurer en situation de cumul de mandats. Il démissionnera ensuite en 2007.
Père de Pierre Vergès, il a été très marqué par la mort accidentelle en octobre 1988 de son autre fils Laurent, député et conseiller général.
Lors de l'élection présidentielle de 2007, il apporte son soutien à Marie-George Buffet.
En juin 2007, candidat à la députation dans la 3e circonscription de La Réunion, il est largement devancé au second tour par Didier Robert (UMP), ne recueillant que 37,6 % des votes. Sa liste est également devancée par celle de Didier Robert aux élections régionales de 2010 à La Réunion ; il perd alors la tête du conseil régional au profit de ce dernier.
Il est de nouveau élu sénateur le 25 septembre 2011. Alors qu'il annonce sa prochaine démission au profit de Gélita Hoarau, sénatrice PCR non réélue, le Parti socialiste le prie de conserver son mandat, du fait de l'étendue fragile de la nouvelle majorité issue du dernier scrutin sénatorial. En sa qualité de doyen d'âge du Sénat, il préside, le 1er octobre 2011 (à 86 ans), la séance d'élection du président du Sénat, exercice qu'il renouvelle le 1er octobre 2014 (à 89 ans) à la suite des élections sénatoriales de septembre.
Aux côtés d'autres sénateurs, il est l'initiateur, en janvier 2012, de la loi criminalisant les massacres d'octobre à Paris en 1961 ; la résolution fut adoptée le 23 octobre 2012 par 174 voix pour et 168 contre[réf. nécessaire].

### Mort
Paul Vergès meurt au CHU de Bellepierre dans la commune de Saint-Denis de La Réunion dans la nuit du 11 au 12 novembre 2016. Gélita Hoarau lui succède de nouveau au Sénat sur un siège renouvelable en septembre de l'année suivante.
Il est un des responsables politiques français qui détiennent le record de longévité dans des fonctions politiques ; il occupe en effet différents mandats après son élection comme conseiller général de La Réunion en 1955, totalisant 61 ans de vie politique à sa mort. Jean-Marie Le Pen, élu député pour la première fois en 1956, lui succède alors.

## Controverses
Paul Vergès a été vivement critiqué[Par qui ?] après avoir placé son fils à la vice-présidence du conseil régional de La Réunion lors de son mandat, et sa fille à la direction scientifique et culturelle de la Maison des civilisations et de l'unité réunionnaise.[réf. nécessaire]

## Ouvrage
- D'une île au monde, Entretiens avec Brigitte Croisier, Éditions L'Harmattan, 1993